# 에스페란자 돌
에스페란자 돌 (Esperanza Stone)은 멕시코 야키 강의 계곡에서 발견된 큰 (2미터) 새겨진 돌이다. 이는 1909년에 F. R. 번햄 소령과 찰스 프레드릭 홀더에 의해 발견과 함께 발굴되었다.